# فوتسال در ایران
فوتسال در ایران توسط کمیته فوتسال تحت نظر فدراسیون فوتبال ایران اداره می‌شود. ورزش فوتسال در ایران ورزشی محبوب است و برخی شهر های ایران مانند کازرون و اصفهان و ... دارای استعداد های بینظیری در فوتسال است.
ایران دارای یک تیم بزرگ فوتسال می‌باشد که در همه دوره‌های جام ملتهای آسیا به جز دو دوره قهرمان شده‌است و دارای یک لیگ حرفه‌ای می‌باشد. تیم گیتی‌پسند اصفهان از تیم‌های باشگاهی مطرح در آسیا می‌باشد.
ایران دارای چندین بازیکن برتر دنیا از جمله وحید شمسایی آقای گل فوتسال جهان می‌باشد. 
فوتسال در ایران سابقه طولانی می‌باشد در ایران ورزش رایج میان مردم به نام گل کوچک با دروازه‌ای در ابعاد ۱۰۰ در ۶۰ سانتی متر می‌باشد که پایه فوتسال است.
لیگ های فوتسال ایران شامل لیگ برتر بزرگسالان،لیگ دسته یک بزرگسالان،لیگ دسته دو بزرگسالان،لیگ سه بزرگسالان و لیگ های رده های سنی دیگر بصورت دوره ای برگزار می شوند.